# Роберт де Клермон
Роберт Французский (фр. Robert de France; 1256 — 7 февраля 1317) — французский принц крови, граф де Клермон-ан-Бовези с 1269, граф Шароле 1272—1310 (по праву жены), сеньор де Бурбон 1287—1310 (по праву жены), шестой сын Людовика IX Святого, короля Франции, и Маргариты Прованской, родоначальник династии Бурбонов, представители которой впоследствии были королями Франции, Испании и ряда других государств Европы.

## Биография

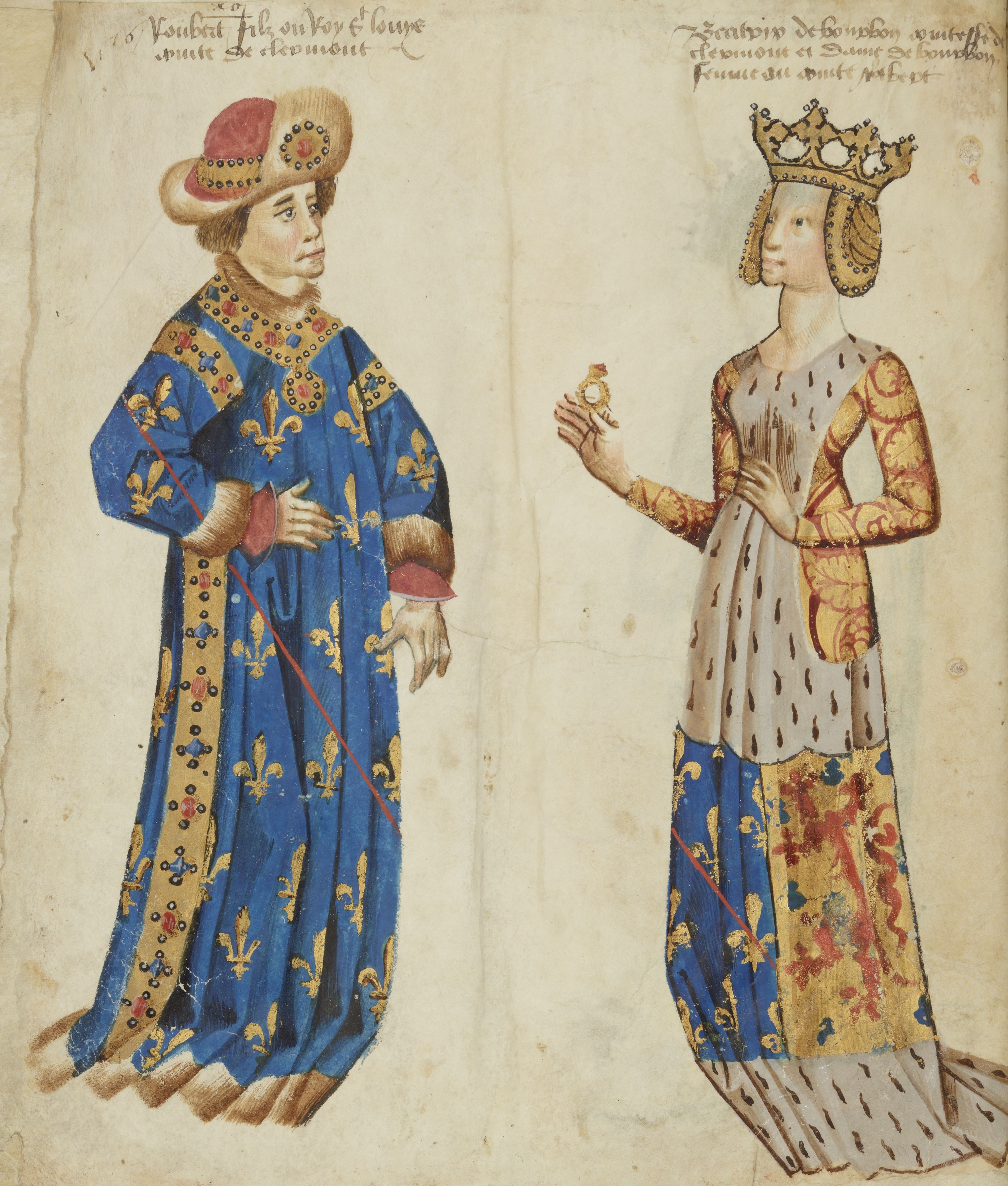
Роберт и его жена Беатриса

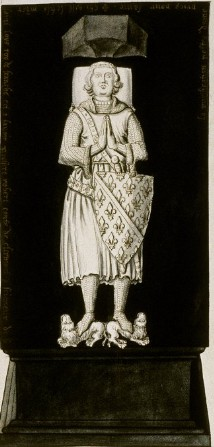
Надгробие Роберта де Клермона

В 1269 году получил в качестве апанажа графство Клермон-ан-Бовези и сеньории Крейль-сюр-Уаз и Сасси-ле-Гран.
В 1270 году он был обручён с Марией, виконтессой Лиможа, дочерью и наследницей виконта Ги IV.
В 1272 году Роберт женился на Беатрис Бургундской, единственной дочери Жана Бургундского, сеньора де Бурбон и графа де Шароле, наследнице богатой сеньории Бурбон и графства Шароле.
В 1279 году Роберт принял участие в рыцарском турнире Париже, посвящённом прибытию Карла Анжуйского, принца Салерно (будущего короля Неаполя), во время которого неудачно упал с лошади и получил серьёзные раны. В результате полученных повреждений он лишился рассудка.
В 1283 году Роберт был признан наследником сеньории Бурбон, правителем которой формально стал вместе с женой после смерти её матери в 1287 году.

## Брак и дети
Жена: с 1272 года (Клермон-ан-Бовези) Беатрис Бургундская (1257 — 1 октября 1310), дама де Бурбон, дочь Жана Бургундского, сеньора де Бурбон и графа Шароле, второго сына герцога Бургундии Гуго IV. Дети:
- Людовик I (1279—1341), 1-й герцог де Бурбон с 1327
- Бланка (1281—1304); муж: с 1303 Роберт VII Великий (ум. 1325), граф Оверни и Булони
- Жан (1283—1316), граф де Шароле с 1310; жена: Жанна д’Арже (ум. после 1334)
- Мария (1285—1372), приоресса в Пуасси 1333—1344
- Пьер (1287 — после 1330), великий архидьякон Парижа с 1330
- Маргарита (1289 — 20 января или 4 февраля 1309), в 1303 помолвлена с Раймондом Беренгером (ок. 1281—1305), графом Андрии и Пьемонта, пятым сыном короля Неаполя Карла II, но жених умер до свадьбы. В 1307 заключен брачный договор, а в августе или сентябре 1308 состоялась её свадьба с Жаном I де Дампьер (1267—1330), маркграфом де Намюр, младшим сыном графа Фландрии. Скончалась бездетной в возрасте 20 лет, спустя полгода после свадьбы. Погребена в монастыре якобинцев на улице Сен-Жак в Париже, надгробие на её могиле выполнено знаменитым мастером Жаном Пепином де Юи в 1326 по заказу брата покойной Людовика I.